# Aurano
Aurano est une commune de la province du Verbano-Cusio-Ossola dans le Piémont en Italie.

## Administration
| Période                                  | Période  | Identité        | Étiquette    | Qualité |
| ---------------------------------------- | -------- | --------------- | ------------ | ------- |
| 14 juin 2004                             | En cours | Loredana Brizio | Lista Civica |         |
| Les données manquantes sont à compléter. |          |                 |              |         |

### Hameaux
Scareno,Alpe Piaggia, Alpe Segletta

### Communes limitrophes
Cannero Riviera, Falmenta, Intragna, Miazzina, Oggebbio, Premeno, Trarego Viggiona

### Évolution démographique
Habitants recensés